# Hurley (Wisconsin)
Patrocinado porWWW.BAIXARFILMESGRATIS.INFO
Hurley é uma cidade localizada no estado norte-americano de Wisconsin, no Condado de Iron.

## Demografia
Segundo o censo norte-americano de 2000, a sua população era de 1818 habitantes.
Em 2006, foi estimada uma população de 1646, um decréscimo de 172 (-9.5%).

## Geografia
De acordo com o United States Census Bureau tem uma área de
8,6 km², dos quais 8,2 km² cobertos por terra e 0,4 km² cobertos por água.

## Localidades na vizinhança
O diagrama seguinte representa as localidades num raio de 36 km ao redor de Hurley.